# Желуды (Смоленская область)
Желуды — деревня в Смоленском районе Смоленской области России. Входит в состав Вязгинского сельского поселения. Население — 2 жителя (2007 год). 
Расположена в западной части области в 33 км к северу от Смоленска, в 27 км севернее автодороги М1 «Беларусь». В 33 км южнее деревни расположена железнодорожная станция Ракитная на линии Москва — Минск. 

## История
В годы Великой Отечественной войны деревня была оккупирована гитлеровскими войсками в июле 1941 года, освобождена в сентябре 1943 года. 